# John Toland (storico)
John Toland (La Crosse, 29 giugno 1912 – Danbury, 4 gennaio 2004) è stato uno storico statunitense.
Premio Pulitzer per la saggistica, nel 1971 è maggiormente conosciuto per una delle sue prime opere sulla guerra del Pacifico e per la sua biografia di Adolf Hitler. Il suo libro The Dillinger Days ha ispirato il film Bonnie and Clyde.
Nonostante si consideri prevalentemente uno scrittore di saggistica, Toland ha anche scritto due romanzi storici, Gods of War e  Occupation. Egli dice, nella sua autobiografia del 1997, che ha guadagnato pochi soldi dal suo premiato The Rising Sun ma è stato sistemato per la vita dai guadagni per Adolf Hitler:opera il cui difetto è quello appunto di presentarsi, nel titolo, come "definitiva", marcando così un dato, di marketing pubblicitario riuscito ma inadatto a illustrare qualsiasi opera di seria e originale ricerca storica, quale è questa.

## Opere

### Saggi storici
- Navi nel cielo (Ships in the Sky: The Story of the Great Dirigibles, 1957), trad. di Antonio D'Arrigo, Collana Il sestante, Milano, Baldini & Castoldi, 1960.
- Battle: The Story of the Bulge, 1959, ISBN 0-8032-9437-9.
- Alla riscossa. I primi sei mesi della guerra nel Pacifico (But Not in Shame: The Six Months After Pearl Harbor, 1962), trad. di Giuseppe Cacioppo, Collana Il mondo nuovo n.59, Milano, Longanesi, 1963.
- I giorni di Dillinger (The Dillinger Days, 1963), trad. di Adriana Pellegrini, Collana Il Cammeo n.193, Milano, Longanesi, 1964; Collana Goodfellas, Pgreco, 2019, ISBN 978-88-680-2252-5.
- The Flying Tigers, 1963; I ed., Laurel-Leaf Books, 1979; Dell Publishing, ISBN 0-440-92621-1.
- Gli ultimi giorni (The Last 100 Days: The Tumultuous and Controversial Story of the Final Days of World War II in Europe, 1966), trad. di Enrico Cicogna, Collana Fatti e Figure n.6, Milano, Club degli Editori, 1967; col titolo Gli ultimi cento giorni. Declino e caduta del Terzo Reich, Res Gestae, 2023, ISBN 978-88-669-7466-6.
- L'eclisse del Sol Levante 1936-1945: dall'invasione della Cina all'atomica su Nagasaki, il declino e la caduta dell'Impero Giapponese (The Rising Sun: The Decline and Fall of the Japanese Empire, 1936–1945, 1970), trad. di Attilio Veraldi, Collezione Le Scie, Milano, Arnoldo Mondadori Editore, 1971.
- The Great Dirigibles: Their Triumphs & Disasters, 1972, ISBN 0-486-21397-8.
- Adolf Hitler: The Definitive Biography, 2 voll., New York: Doubleday & Company, 1976, ISBN 0-385-42053-6.
- 1918. Storia di un anno che decise le sorti della Grande Guerra (No Man's Land: 1918, The Last Year of the Great War, 1980), traduzione di Enzo Peru, Collana Storica, Milano, Rizzoli, 1982. - Res Gestae, 2023, ISBN 978-88-669-7455-0.
- Infamy: Pearl Harbor And Its Aftermath, 1982, ISBN 0-385-42051-X
- In Mortal Combat: Korea 1950–1953, 1991, ISBN 0-688-10079-1
- Captured by History: One Man's Vision of Our Tumultuous Century, 1997, ISBN 0-312-15490-9.

### Romanzi
- Gods of War, Illustrated by David Frampton, Franklin Library, Franklin Center, PA, 1985.
- Occupation: A Novel of PostWar Japan, Doubleday, 1987.